# 신민하
신민하(信敏河, 2005년 9월 15일 ~ )은 센터백이며 현재 K리그1 강원 FC 소속이다.